# Діокл Коринфський
Діокл з Коринфа (дав.-гр. Διοκλῆς ὁ Κορίνθιο) — давньогрецький спортсмен з Коринфу, олімпіонік, який виграв стадійний біг на 13-тій Олімпіаді Стародавньої Греції в 728 році до н. е. Стадійний біг на дистанцію близько 180 метрів був єдиним змаганням на перших 13-ти олімпіадах античності.
Відомо, що Діокл був коханцем Філолая з родини Бакхіадів, який став номотетом (законодавцем) у Фівах. Діокл залишив Коринф, щоб жити з Філолаєм у Фівах. Вони прожили разом усе життя і були поховані в прилеглих могилах.